# Stazione di Ballyhaunis
La stazione di Ballyhaunis  è una stazione ferroviaria della Westport–Portarlington a servizio dell'omonima cittadina della contea di Mayo, Irlanda.

## Storia
La stazione fu aperta il 1º ottobre 1861.
Nel 1879 e nella vicina città di Knock, si verificò una presunta apparizione della Vergine Maria, di San Giuseppe, Giovanni Evangelista e Gesù (come Agnello di Dio) provocando un aumento del traffico viaggiatori.

## Strutture ed impianti
Lo scalo è dotato di due binari.

## Movimento
- Intercity Dublino Heuston-Westport

## Servizi
- Servizi igienici
- Capolinea autolinee
- Biglietteria a sportello
- Biglietteria self-service
- Distribuzione automatica cibi e bevande